# Iuga Ologul
Iuga Ologul (n. secolul al XIV-lea – d. 19 iulie 1400) a fost domnul Moldovei între 1399 și 1400.

## Biografie
Iuga Ologul a fost al doilea fiu al domnului Moldovei Roman Mușat și al Anastasiei Mușat. Conform anumitor surse istorice, Iuga ar fi domnit pentru câteva luni. Conform altor surse, Iuga ar fi domnit timp de doi ani.
Porecla „Ologul” apare numai în Letopisețul de la Putna, întocmit în secolul XVI-lea. Motivele pentru care a rămas în istorie cu această poreclă nu sunt cunoscute cu precizie (probabil că suferea de o boală care îi îngreuna deplasarea).
În sursele istorice există o confuzie între Iuga Ologul și principele lituanian Yuri Koriatovich (menționat uneori și ca Jurg Coriatovici sau Iurie Koriatovici) din Podolia. Această confuzie apare datorită faptului că numele Iuga este o versiune adaptată local a numelui ruten Yuri. De altfel, se presupune că Iuga Ologul a fost botezat în cinstea acestui principe, întrucât era fiul lui Roman I și al primei soții a acestuia, o principesă de origine lituaniană care provenea din neamul Koriatovicilor, cârmuitorii Podoliei.
Iuga a avut drept frați, din prima căsătorie a tatălui său, pe Mihail și pe Ștefan (care a domnit sub numele de Ștefan I înaintea sa, între anii 1394 și 1399), iar, din a doua căsătorie, doi frați vitregi: Alexandru (viitorul domn Alexandru cel Bun) și Bogdan "jupânul".

## Domnie
Majoritatea surselor consideră că Iuga Ologul a preluat conducerea Moldovei încă dinainte de decesul fratelui său, Ștefan I (despre care se știe, din actul domnesc emis de Iuga Vodă la 28 noiembrie 1399, că nu mai trăia la data respectivă), acesta renunțând probabil la domnie din motive de sănătate. Se presupune că Ștefan I l-a numit succesor pe Iuga Ologul întrucât copiii săi, Bogdan și Ștefan (amintiți numai în pomelnicul mănăstirii „Sfântul Nicolae”, de la Probota Veche, ctitoria părintelui lor), erau prea tineri pentru a-l urma la tron iar boierii aveau o influență mare în politica țării și ar fi putut să-și impună propriul lor candidat.
Iuga Ologul a fost contestat, încă de la început, de fratele său vitreg, Alexandru, care la moartea tatălui lor s-a refugiat, potrivit unor surse, împreună cu Bogdan (celălalt frate al lui) la Curtea de Argeș (punându-se sub protecția lui Mircea cel Bătrân, domnul Țării Românești). Documentele vremii evidențiază că Mircea Vodă a intrat în Moldova în fruntea unei oștiri, instalându-l, la cârma acesteia, pe Alexandru, iar pe Iuga l-a luat „la sine”, ca ostatic, ducându-l în Țara Românească, unde acesta a și murit, între 7 ianuarie 1403 (dată la care Alexandru cel Bun nu-l mai pomenește printre „sfânt răposații domni de mai înainte”) și anul 1407, când s-a început pomelnicul mănăstirii Bistrița, în care figurează ca răposat.
Din actul domnesc al lui Iuga Vodă Ologul, din 28 noiembrie 1399, reiese și faptul că acesta a fost căsătorit și a avut urmași ("aceasta este credința mea, a lui Iuga voievod, și credința copiilor mei și credința lui Ștefan voievod și a copiilor lui, credința fraților lui, credința lui Olecsandro, credința lui Bogdan…"), dar numele soției și al acestora au rămas necunoscute. Înmormântarea lui probabil că a avut loc în Țara Românească, însă locul în care există rămășițele sale pământești nu a fost identificat nici până în prezent.